# L'Initiation d'Eloy
Pour plus de détails, voir Fiche technique et Distribution.
L'Initiation d'Eloy (No mires para abajo) est un film dramatique argentin surréaliste érotique de 2008, écrit et réalisé par Eliseo Subiela, mettant en vedette Antonella Costa, Leandro Stivelman et Hugo Arana. La musique du film a été composée par Pedro Aznar.

## Synopsis
Eloy est un jeune homme de dix-neuf ans qui travaille comme livreur dans une entreprise familiale qui fabrique des pierres tombales et des figures ornementales pour les tombes d'un cimetière local. Sensibilisé par la mort de son père, Eloy entame son chemin vers l'expérience du monde adulte, en même temps qu'il découvre qu'il souffre de somnambulisme. 
Une nuit d'été, lors d'une de ses promenades sur les terrasses de son quartier, il tombe à travers une lucarne et se réveille dans le lit d'Elvira, qui est en vacances en ville, chez sa grand-mère. Ils entament bientôt une relation dominée par d'intenses séances de sexe tantrique au cours desquelles Elvira initie Eloy, lui permettant d'accéder à des expériences et des sensations jusque-là inconnues du garçon.